# كابلاكريكي
كابلاكريكي هو ملعب كرة قدم متعدد الأغراض يقع في هافنارفيوردور، آيسلندا، يتسع لجلوس 3,050 متفرج. تم افتتاحه في 1973. تم تجديده في 2011. يعتبر الملعب البيتي لنادي فيمليكافيلاغ هافنارفيارذار.